# Cmentarz wojenny nr 221 – Klecie
Cmentarz wojenny nr 221 w Kleciach, właściwie grób masowy nr 221 (niem. Massengrab Nr. 221) – cmentarz wojenny z I wojny światowej, należący do grupy zachodniogalicyjskich cmentarzy wojennych. Jedno z miejsc pochówku poległych podczas walk pod Brzostkiem z 7 maja 1915 r.
Ma formę ziemnej mogiły zbiorowej, otoczonej ogrodzeniem z betonowym krzyżem. Został zaprojektowany przez Gustava Rossmanna. Pochowano tu 44 lub 46 żołnierzy austro-węgierskich.

## Historia
Okoliczne cmentarze wojenne były tworzone w latach 1916–1917 dla poległych w czasie I wojny światowej żołnierzy. Budował je Oddział Grobów Wojennych w Krakowie, do prac zatrudniano jeńców wojennych, których nadzorowało wojsko austriackie. Klecie znajdowały się w V Okręgu „Pilzno”, obejmującym cały powiat pilzneński. Kierownictwo artystyczne powierzono tu Gustavowi Rossmannowi.
W dwudziestoleciu międzywojennym cmentarzami opiekował się Referat Grobownictwa Wojskowego Okręgowej Dyrekcji Robót Publicznych w Krakowie. Po II wojnie światowej większość z nich, pozbawiona opieki, została zdewastowana przez ludność, której niemieckie napisy kojarzyły się z okupacją hitlerowską. Cmentarz nr 221 częściowo zniszczony został także przy pracach regulacyjnych sąsiedniego potoku. W 1988 r. został określony przez wypełniającego kartę ewidencyjną jako znacznie zniszczony. Był przez pewien czas zupełnie pozbawiony ogrodzenia, został odnowiony w 1993 r.
Cmentarzem zarządza Urząd Gminy Brzostek.

## Pochowani
Na cmentarzu nr 221 pochowano 31 żołnierzy austro-węgierskich. Wszyscy zostali zidentyfikowani, pochodzili z 21, 36 i 59 Pułku Piechoty, zginęli 7 maja 1915 r. w czasie walk pod Brzostkiem.
| Armia            | Stopień wojskowy | Imię      | Nazwisko      | Jednostka | Data śmierci |
| ---------------- | ---------------- | --------- | ------------- | --------- | ------------ |
| austro-węgierska | Lst.             | Alois     | Anderle       | I.R. 21   | 7.05.1915    |
| austro-węgierska | Lst.             | Heinrich  | Augustin      | I.R. 21   | 7.05.1915    |
| austro-węgierska | Lst.             | Johann    | Barg          | I.R. 21   | 7.05.1915    |
| austro-węgierska | Lst.             | Johann    | Beránek       | I.R. 21   | 7.05.1915    |
| austro-węgierska | Lst.             | Josef     | Beranek       | I.R. 21   | 7.05.1915    |
| austro-węgierska | Res. Inf.        | Franz     | Bila          | I.R. 21   | 7.05.1915    |
| austro-węgierska | Res. Inf.        | Rudolf    | Bleha         | I.R. 21   | 7.05.1915    |
| austro-węgierska | Res. Inf.        | Wenzel    | Bouda         | I.R. 21   | 7.05.1915    |
| austro-węgierska | Lst.             | Michael   | Bustala       | I.R. 21   | 7.05.1915    |
| austro-węgierska | Lst.             | Franz     | Cisař         | I.R. 21   | 7.05.1915    |
| austro-węgierska | Lst.             | Johann    | Cižek         | I.R. 21   | 7.05.1915    |
| austro-węgierska | Inf.             | Anton     | Černohlávek   | I.R. 36   | 7.05.1915    |
| austro-węgierska | Lst.             | Josef     | Doležal       | I.R. 21   | 7.05.1915    |
| austro-węgierska | Lst. Inf.        | Johann    | Drahozal      | I.R. 21   | 7.05.1915    |
| austro-węgierska | Lst.             | Johann    | Dufek         | I.R. 21   | 7.05.1915    |
| austro-węgierska | Lst.             | Johann    | Eisel         | I.R. 59   | 7.05.1915    |
| austro-węgierska | Lst.             | Otto      | Eliaš         | I.R. 36   | 7.05.1915    |
| austro-węgierska | Inf.             | Josef     | Fikar         | I.R. 21   | 7.05.1915    |
| austro-węgierska | Lst.             | Josef     | Henzl         | I.R. 21   | 7.05.1915    |
| austro-węgierska | Lst.             | Johann    | Höfer         | I.R. 21   | 7.05.1915    |
| austro-węgierska | Res. Inf.        | Wenzel    | Jiron         | I.R. 21   | 7.05.1915    |
| austro-węgierska | Lst.             | Friedrich | Meier         | I.R. 59   | 7.05.1915    |
| austro-węgierska | Lst.             | Anton     | Nemec         | I.R. 21   | 7.05.1915    |
| austro-węgierska | Lst.             | Josef     | Pajer         | I.R. 21   | 7.05.1915    |
| austro-węgierska | Lst.             | Josef     | Prummer       | I.R. 59   | 7.05.1915    |
| austro-węgierska | Lst.             | Matthäus  | Schnötzlinger | I.R. 59   | 7.05.1915    |
| austro-węgierska | Lst.             | Wenzel    | Seidl         | I.R. 21   | 7.05.1915    |
| austro-węgierska | Lst.             | Josef     | Šnek          | I.R. 21   | 7.05.1915    |
| austro-węgierska | Lst.             | Josef     | Trubač        | I.R. 21   | 7.05.1915    |
| austro-węgierska | Lst.             | Karl      | Vampola       | I.R. 21   | 7.05.1915    |
| austro-węgierska | Inf.             | Josef     | Veriš         | I.R. 36   | 7.05.1915    |

## Opis
Cmentarz jest zlokalizowany w Kleciach, pośród łąk, nad potokiem Gogołówką. Jest położony ok. 500 m od głównej drogi relacji Jasło – Pilzno, prowadzi do niego polna ścieżka.
Jest to duża, prosta mogiła zbiorowa na rzucie prostokąta o powierzchni ok. 50 m², podzielona na dwie kwadratowe kwatery. Na środku każdej z nich umieszczono stelę z okrągłą tabliczką nagrobną. Cmentarz został otoczony ogrodzeniem z niskich betonowych słupków na betonowej podmurówce, połączonych pojedynczymi, okrągłymi stalowymi rurami. Od zachodu wkomponowano w ogrodzenie betonowy krzyż łaciński ze stylizowaną koroną cierniową. Na jego wysokim cokole umieszczono marmurową tablicę z inskrypcją w języku niemieckim: „31 ÖSTERR. UNG. / KRIEGER / GEFALLEN BEI BRZOSTEK IM MAI 1915.”. Po przetłumaczeniu: „31 AUSTRO. WĘG. / ŻOŁNIERZY / POLEGŁYCH KOŁO BRZOSTKU W MAJU 1915.”.
Za projekt cmentarza odpowiadał Gustav Rossmann.

## Galeria

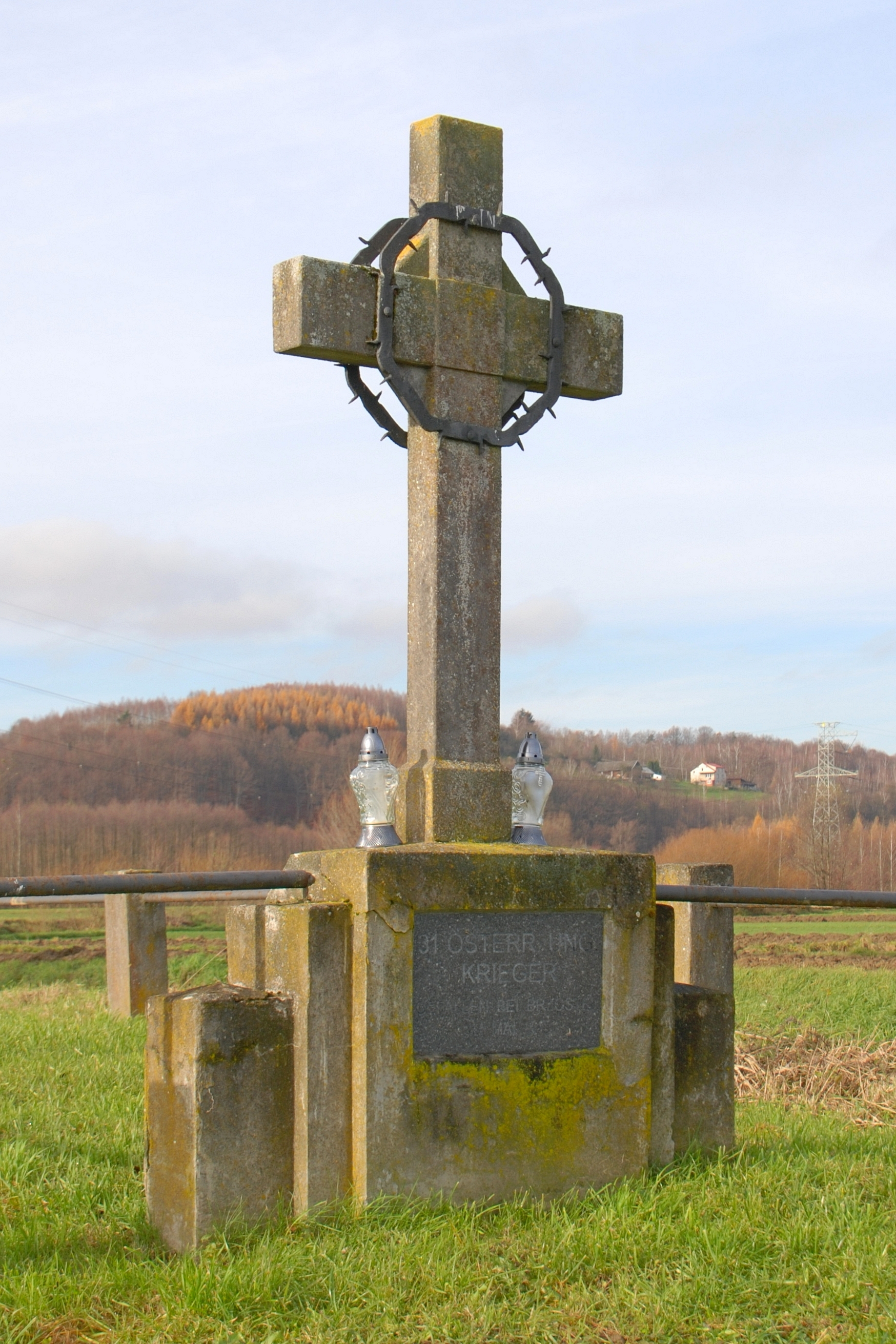
Pomnik centralny
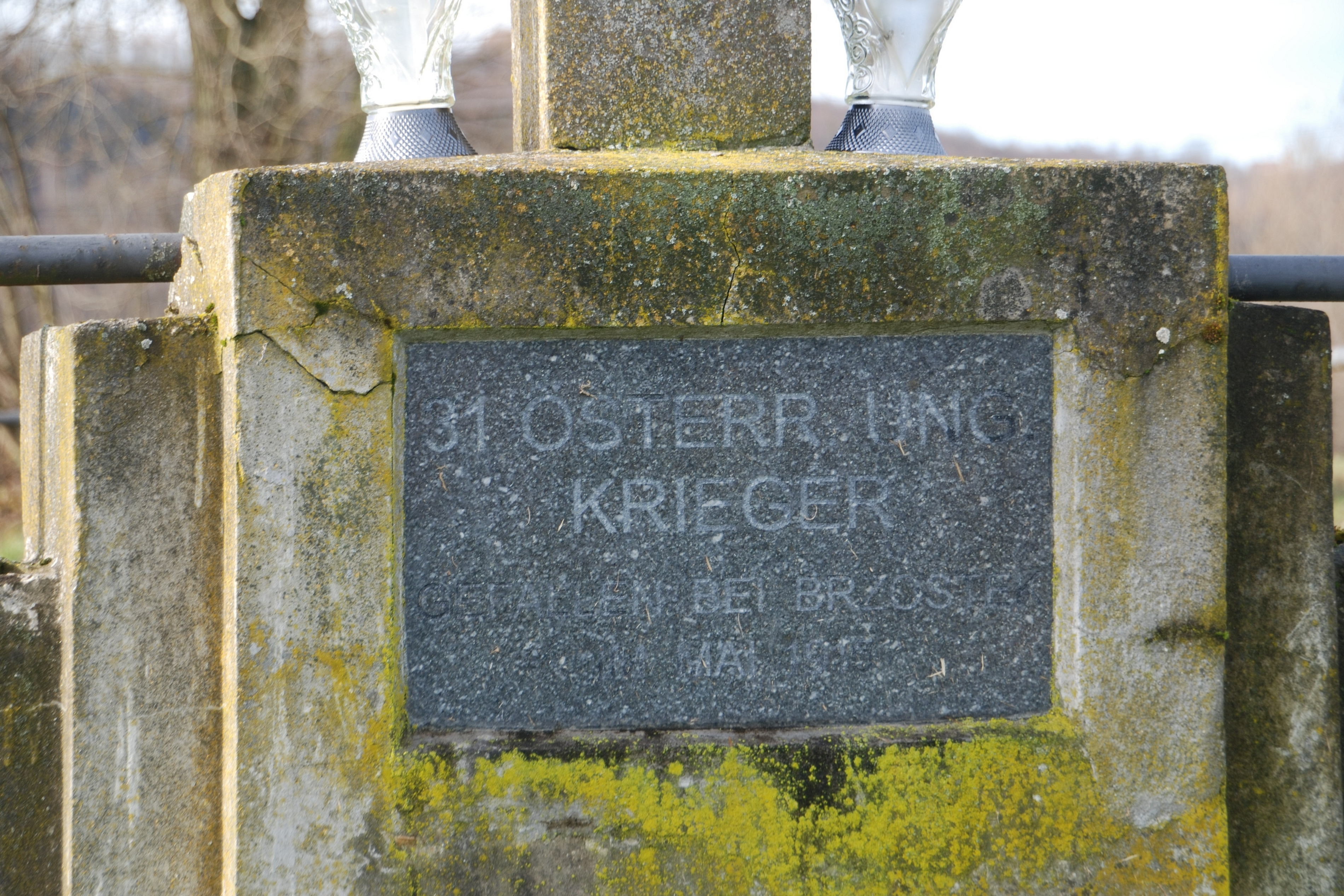
Tablica inskrypcyjna
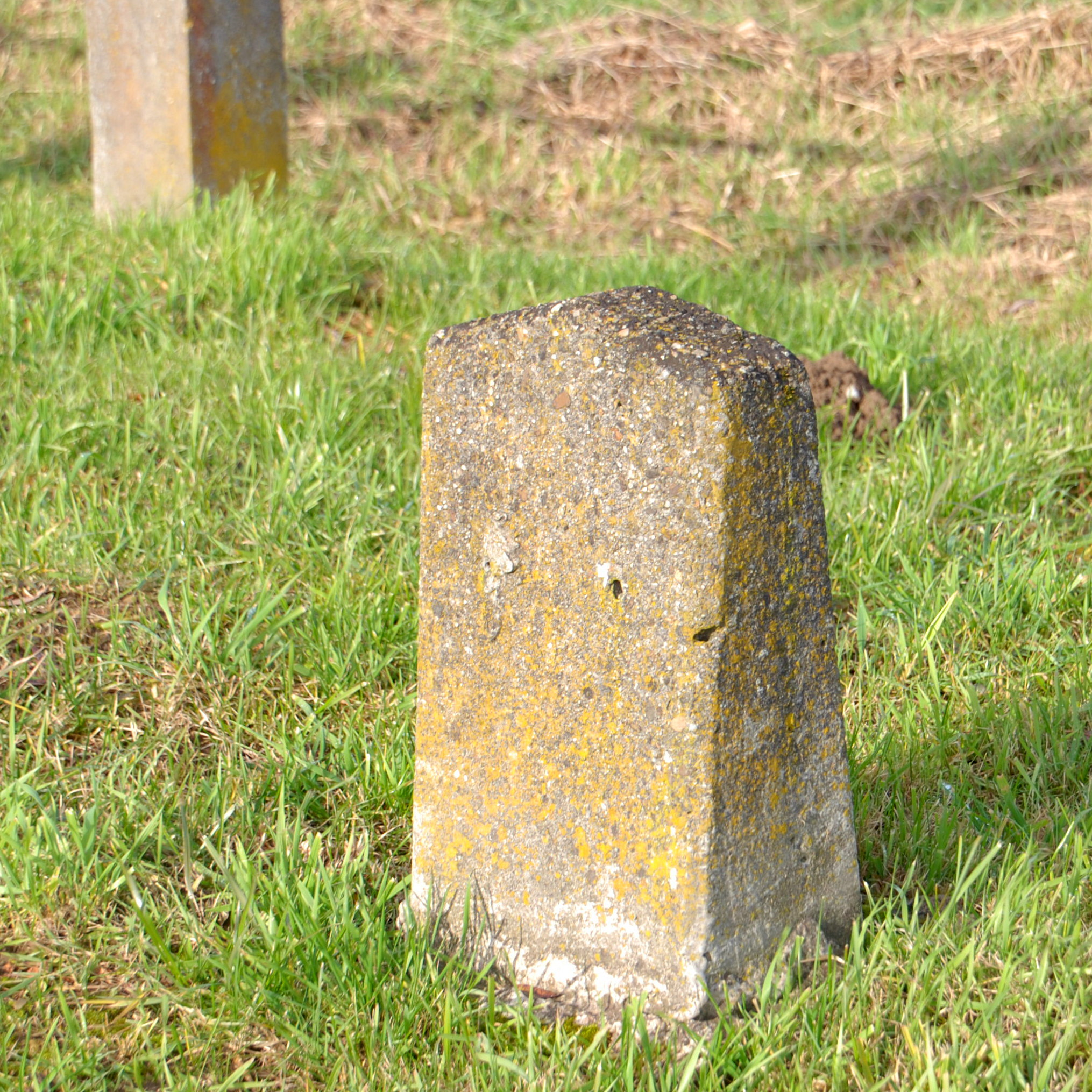
Stela